# Konklawizm
Konklawizm – odłam tradycjonalizmu katolickiego, wywodzący się z sedewakantyzmu, którego wyznawcy twierdzą, że ze względu na upadek posoborowej hierarchii mogą wybrać swego własnego papieża.
W przeciwieństwie do sedewakantyzmu, uznającego każdego papieża po Piusie XII za nieważnie wybranego, konklawiści uznają wybór papieża na swoich warunkach. Ruch powstał na przełomie lat 60. i 70., a jednym z jego rzeczników był Joaquín Sáenz y Arriaga. Pierwszym antypapieżem wybranym w nurcie konklawizmu został Mirko Krav Fabis, wybrany w Zagrzebiu w 1978 roku. Inni antypapieże to David Bawden (wybrany w 1990 jako Michał), Victor von Pentz (wybrany w 1994 jako Linus II) i Lucian Pulvermacher (głowa Prawdziwego Kościoła Katolickiego, wybrany w 1998 jako Pius XIII). W 2006 roku w Argentynie Oscar Michaelli został wybrany jako Leon XIV, a po jego śmierci rok później jego następcami byli Juan Bautista Bonetti (jako Innocenty XIV) i Alejandro Tomas Greico (jako Aleksander XI).
Od konklawistów należy odróżnić mistycjalistów, którzy uważają, że ich przywódcy otrzymali powołanie na papieży na podstawie objawień, stąd nie jest konieczne zatwierdzenie wyboru przez ludzi. Przykładem takiego odłamu są Apostołowie Nieskończonej Miłości.
Główne odłamy konklawizmu to:
- Kościół Rzymskokatolicki Michała I
- Kościół Rzymskokatolicki Świętej Tradycji Apostolskiej
- Prawdziwy Kościół Katolicki
- Kościół Palmariański